# Edward Harrigan
Edward Harrigan (né le 26 octobre 1844 et mort le 6 juin 1911) était un acteur, dramaturge, metteur en scène et compositeur américain. Edward Harrigan et Tony Hart (en) ont formé la première célèbre collaboration dans le monde des comédies musicales américaines, connue sous le nom de Harrigan 'n Hart.

## Œuvres
- 1877: Old Lavender
- 1878: The Mulligan Guard Picnic
- 1879: The Mulligan Guards' Ball
- 1880: The Mulligan Guards' Surprise
- 1881: The Major
- 1882: Squatter Sovereignty
- 1883: The Mulligans' Silver Wedding
- 1883: Cordelia's Aspirations
- 1886: The Leather Patch (en)
- 1888: Waddy Googan
- 1890: Reilly and the Four Hundred